# Campet-et-Lamolère
Campet-et-Lamolère (gaskonsko Campet e la Molèra) je naselje in občina v francoskem departmaju Landes regije Akvitanije. Naselje je leta 2009 imelo 346 prebivalcev.

## Geografija
Kraj leži v pokrajini Gaskonji 9,5 km severozahodno od središča Mont-de-Marsana.

## Uprava
Občina Campet-et-Lamolère skupaj s sosednjimi občinami Bostens, Gaillères, Geloux, Lucbardez-et-Bargues, Mont-de-Marsan, Saint-Avit, Saint-Martin-d'Oney in Uchacq-et-Parentis sestavlja kanton Mont-de-Marsan Sever s sedežem v Mont-de-Marsanu. Kanton je sestavni del okrožja Mont-de-Marsan.

## Zanimivosti
- grad Château de Campet, francoski zgodovinski spomenik od leta 1987,
- cerkev sv. Križa, Campet,
- kapela sv. Petra, Lamolère.

- Sv. Križ
- Château de Campet
- Sv. Peter